# Christopher Gore
Christopher Gore, född 21 september 1758 i Boston, död 1 mars 1827 i Waltham, Massachusetts, var en amerikansk jurist, diplomat och politiker (federalist).
Gore gick i skola i Boston Latin School och studerade sedan vid Harvard College. Han deltog därefter i nordamerikanska frihetskriget. Efter kriget arbetade han som advokat i Boston och gifte sig 1785 med Rebecca Amory Payne, dotter till en förmögen handelsman.
Gore var ledamot av Massachusetts House of Representatives, underhuset i delstatens lagstiftande församling, 1788-1789 och 1808. USA:s president George Washington utnämnde Gore till den federala regeringens åklagare i Massachusetts, United States Attorney for Massachusetts. Han var den första innehavaren av det ämbetet 1789-1796. Han arbetade sedan som diplomat i Storbritannien 1796-1804. Han var USA:s chargé d'affaires i London 1803-1804.
Gore var ledamot av delstatens senat 1806-1807 och guvernör i Massachusetts 1809-1810. Han var ledamot av USA:s senat 1813-1816.
Hans grav finns på Granary Burial Ground i Boston.